# Marius Alexe
Marius Silviu Alexe, né le 22 février 1990 à Bucarest, est un footballeur roumain. Il évolue actuellement au poste d'attaquant avec le FC Dinamo Bucarest. Il est considéré comme étant le nouveau Adrian Mutu par certains experts roumains.
Le Chelsea FC s'est intéressé au jeune espoir lors du mercato d'été 2010.

## Palmarès
- Vainqueur de la Coupe de Roumanie en 2012 avec le Dinamo Bucarest
- Vainqueur de la Supercoupe de Roumanie en 2012 avec le Dinamo Bucarest